# 辐射3
《辐射3》是贝塞斯达软件公司（简称“b社”）开发的角色扮演游戏。本作是異塵餘生系列的第三部主要作品。《辐射3》的故事背景被设置于美国东海岸的華盛頓特區及馬利蘭州的周邊地區。此遊戲是辐射系列自Interplay關閉黑島工作室，並將版權出让给貝塞斯達軟體公司後，首個由該公司開發的該系列遊戲。本作也是該系列首款使用3D圖形跟即時戰鬥系統的遊戲，因此与十年前出版的採用2.5D圖形跟回合制戰鬥的《辐射2》有着天壤之别。這款作品的成功轉型，不僅延續了系列的口碑，也使其于新世纪重获新生。

## 开发历史

### Interplay Entertainment
《辐射3》最初由Interplay Entertainment公司属下的黑岛工作室开发。当时的开发匿名为“Van Buren”（范布伦计划）。由于Interplay Entertainment公司的破产，此游戏开发遭停止，黑岛工作室亦遭关闭。清盤时，《辐射3》的开发和出版权利被贝塞斯达软件公司用117.5万美元购买。

### 贝塞斯达软件公司

在中等画质下的游戏画面

2004年7月，贝塞斯达软件公司表示将开发《辐射3》，但是主要的开发将在《上古卷轴IV：湮没》发行后开始。Bethesda Softworks宣布《辐射3》的遊戲将类似于《辐射》和《辐射2》，其焦点將集中于非线性的游戏体验、寫得好的故事、以及众多的黑色幽默与文化借鉴。贝塞斯达公司指出此游戏将會在北美被分级为成熟类型的游戏，因為它包含前《辐射》游戏中拥有的成人话题、暴力和堕落元素。《辐射3》将使用与《上古卷轴IV：湮没》相同的Gamebryo游戏引擎，並由相同的开发小组所開發。奥斯卡提名演员Liam Neeson将为此游戏配音。
2007年2月，贝塞斯达公司声明游戏距離发行「還有很長的一條路」，但是详细信息和预告将在2007年出现。2007年7月的Game Informer杂志透露了此游戏将出版于Windows、Xbox 360和PlayStation 3三个平台。官方网站從2007年5月2日开始展示一些概念艺术以及一首遊戲配樂，网站并且出示了一个终止于2007年6月5日的倒數计时。概念艺术图片是画于《上古卷轴IV：湮没》发行之前，被开发组人员证实于游戏里的艺术没有关系。当倒數计时终止时，预告片正式發佈，并宣布发行日期为2008年秋天。

### 争论
当原《辐射》的开发團隊成员倫納德·博亞爾斯基被问及关于Interplay Entertainment將《辐射3》版权转让时，他指出售賣版权的感觉就像“前妻卖了所监护的儿女”一样，他又承认自己对此系列太關切了。
为了回應版权转让所可能造成的改变，贝塞斯达公司多次对游戏迷保证《辐射3》將会達到前作的品质。2007年初，公关部副经理皮特·海因斯指出：“我们的內部成員都是《辐射》迷。在这里没有一位從未玩过或不喜欢那游戏的人。我的笔记本电脑就有那游戏，所以能随時玩。可惜的是，這並不是我们的作品，我们没有開創此系列。还有些意見指出我们不够资格开发《辐射3》，我觉得这是正常的，因為我們獲寄予厚望。”

## 劇情

废土区远景

游戏背景設於未來世界，2277年的美国，在200年前的2077年，各國引发的核战争导致了地表荒废，人类只能在被称为“Vault”的避难所生活、生育並死去。而其中的一间地下避难所“101號避難所”就正正位於“首都废土”（Capital Wasteland，今华盛顿哥倫比亞特區）附近。主角原本与父亲生活在101号避难所中，但某天父亲突然不辞而别，违反了避难所「生在101，死也要在101」的规定。因此，主角被101号避难所的主管追捕，幸好獲101号避难所监督的女儿的帮助，成功逃出了101号避难所。主角踏上寻找自己的父亲的旅途，在核战后的废土上求生存，并继承父亲遗志，完成了“净水工程”的伟大壮举。

### 资料片
现在Bethesda官方已发布了五部DLC供玩家下载。
- 《The Operation：Anchorage》（安克雷奇行动）:故事發生在二百年前,美軍被中國軍隊入侵阿拉斯加,而主角(玩家)的任務就是幫美軍打退解放軍. 注意的是,這個是"模擬"任務
- 《The Pitt》（匹兹堡）: 此故事的任務是幫一個從The Pitt逃出來的人去解救The Pitt入面的勞民
- 《Broken Steel》（断钢）:故事發生在英克雷(Enclave)被鋼鐵兄弟會(BrotherHood of Steel)擊敗兩星期後,其最終任務是在Adams Air Force Base(亞當斯空軍基地)使用Enclave導彈攻撃英克雷基地或兄弟會基地
- 《Point Lookout》（眺望角/望海崖）:南部地區,有中國间谍和家族任務等可以進行
- 《Mothership Zeta》（母舰泽塔）:故事發生在你發現UFO被上面帶走後的故事

## 迴響

### 評價
《辐射3》獲得極佳的評價。GameRankings得出此遊戲的Xbox版的分數為92.79%、PC版的分數為90.69%、PS3版的分數為90.60%。而Metacritic則得出Xbox版的分數為93/100分、PC版的分數為91/100分、PS3版的分數為90/100分。
1UP.com的德米安·林恩稱讚其開放式的遊戲和靈活的角色系統，並稱之為「一個不常出現的雄心勃勃的遊戲」。IGN的埃里克·布拉迪格稱讚此遊戲的“極簡主義”音效設計，並指出「此遊戲證明了少可以成多」。而Kotaku的邁克·費伊則指出「輻射3真正的亮點是其20世紀40年代的復古音樂」。
GameSpy的威爾·塔特爾稱讚此遊戲擁有「引人入勝的故事情節、無可挑剔的演示和數百個小時令人上癮的遊戲」。雖然《Edge》僅給予此遊戲7/10分，但他們後來仍然指出「《辐射3》做到的只有數個遊戲能做到」。
另一方面，批評者則批評此遊戲的漏洞，而這些漏洞甚至導致玩家無法完成任務。遊戲中的人工智能和生硬的人物動畫亦備受批評。遊戲結局也被抨擊。《Edge》指出「遊戲設計得非常麻煩，而在細節上亦做得欠妥當。尤其是平視顯示器和菜單界面」。.

### 銷售
從10月發布到2008年年底，《辐射3》已售出逾470萬套遊戲。根據NPD Group於2009年2月的統計，此遊戲的Xbox版已售出逾114萬套遊戲，而PS3版則售出逾552,000套遊戲。於2008年12月，此遊戲的Xbox版是美國第14暢銷遊戲，而PS3版則是美國第8暢銷PS3遊戲。
《辐射3》 於2009年是其中一個在Xbox Live上遊玩次數最多的遊戲，而於2009年、2011年和2012年則是其中一個在Games for Windows – Live上遊玩次數最多的遊戲。